# Jan Mukařovský
Jan Mukařovský (Písek, 11 novembre 1891 – Praga, 8 febbraio 1975) è stato un docente, semiologo, critico letterario e teorico dell'arte cecoslovacco.

## Biografia
Laureato nel 1915 e professore di estetica nel 1938 all'Università Carolina di Praga, dopo un periodo in cui ha insegnato nei licei e all'Università di Bratislava. Tra il 1941 e il 1947 dovette abbandonare l'insegnamento, mantenendosi facendo il correttore di bozze e il redattore di case editrici, per poi tornare all'università al momento della sua riapertura e diventarne il rettore, fino al 1953. 
Dal 1951 al 1962 è stato anche il direttore dell'Istituto per la letteratura ceca dell'Accademia cecoslovacca delle scienze.
Ha partecipato alla cosiddetta scuola di Praga di linguistica e fu co-redattore delle tesi al congresso degli slavisti di Praga (1929), diventando noto fuori del paese soprattutto nel periodo dello strutturalismo di derivazione saussuriana, quando venne considerato tra i formalisti russi, insieme a Roman Jakobson, Pëtr Grigor'evič Bogatyrëv e altri.
Tra le opere principali, ha scritto Dějiny české literatury (1859-1861, storia della letteratura ceca in tre volumi), Máchův Máj (1928), Studie z estetiky (1966) e Cestami poetiky a estetiky (1971), raccolte di studi di estetica, semiologia e sociologia dell'arte.

## Opere
- La funzione, la norma e il valore estetico come fatti sociali. Semiologia e sociologia dell'arte, a cura di Segio Corduas, Torino: Einaudi, 1971 ISBN 978-8806308094
- Il significato dell'estetica. La funzione estetica in rapporto alla realtà sociale, alle scienze, all'arte, a cura di Sergio Corduas, Torino: Einaudi, 1973
- Prefazione a Viktor Šklovskij, Teoria della prosa, trad. di Cesare de Michelis e Renzo Oliva, Torino: Einaudi, 1976 ISBN 88-06-22434-4
- (EN)  On Poetic Language, a cura di John Burbank e Peter Steiner, Lisse: The Peter De Ridder Press, 1976 online
- (EN)  Structure, Sign and Fiction: Selected Essays, a cura di John Burbank e Peter Steiner, New Haven-London: Yale University Press, 1977
- (EN)  The Word and Verbal Art: Selected Essays, a cura di John Burbank and Peter Steiner, postfazione di René Wellek, New Haven-London: Yale University Press, 1977
- Il processo motorio in poesia, Palermo: Centro internazionale studi di estetica, 1987